# Samuel Matlovsky
Samuel Matlovsky est un compositeur, chef d'orchestre et acteur américain né le 27 octobre 1921 à Canal Zone (Panama), décédé le 17 février 2004 à Haverhill aux États-Unis.

## Filmographie

### comme compositeur
- 1962 : Third of a Man
- 1966 : Namu, l'orque sauvage (Namu, the Killer Whale)
- 1966 : Un nommé Kiowa Jones (The Dangerous Days of Kiowa Jones) (TV)
- 1967 : Wings of Fire (TV)
- 1967 : Le Diable à trois (Games)
- 1967 : Le Grand ours et l'enfant (Gentle Giant)
- 1973 : Salty
- 1977 : The Fighting Men (TV)
- 1979 : Fish Hawk
- 1981 : The July Group (TV)

### comme acteur
- 1959 : Zero Mostel (TV) : Pianist